# Vanetjka
Vanetjka (russisk: Ванечка) er en russisk spillefilm fra 2007 af Jelena Nikolajeva.

## Medvirkende
- Jelena Velikanova som Nadya
- Maksim Galkin som Vanetjka
- Andrej Panin som Gavrilov
- Jevdokija Germanova
- Sergej Batalov som Nikulenko